# Agathosma odoratissima
Agathosma odoratissima là một loài thực vật có hoa trong họ Cửu lý hương. Loài này được (Montin) Pillans mô tả khoa học đầu tiên năm 1950.